# Camelia Lupașcu
Pour les articles homonymes, voir Lupașcu.
Camelia Lupaşcu est une rameuse roumaine, née le 29 juillet 1986.

## Palmarès

### Championnats du monde d'aviron
- 2010 à Hamilton,  Nouvelle-Zélande
  -  Médaille de bronze en huit barré
- 2009 à Poznań,  Pologne
  -  Médaille d'argent en deux de pointe
  -  Médaille d'argent en huit barré
- 2005 à Gifu,  Japon
  -  Médaille d'argent en huit barré

### Championnats d'Europe d'aviron
- 2010 à Montemor-o-Velho,  Portugal
  -  Médaille d'or en deux de pointe
  -  Médaille d'or en huit barré
- 2009 à Brest,  Biélorussie
  -  Médaille d'or en deux de pointe
  -  Médaille d'or en huit barré
- 2008 à Athènes,  Grèce
  -  Médaille d'or en huit barré
- 2007 à Poznań,  Pologne
  -  Médaille de bronze en quatre de couple